# Arkbalista

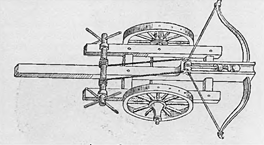
Arkbalista

Arkbalista, arkabalista (łac. arcuballista) – rzymska i średniowieczna machina oblężnicza, ciężka kusza umieszczana na podwoziu (dwukołowej lawecie).
Przystosowana była do strzelania bełtami i belkami; mogła również miotać kamienie, kule oraz naczynia napełnione płonącą smołą lub nieczystościami (co w porze gorącej miało wywołać w obleganej twierdzy zarazę). W czasach rzymskich stosowano ją jako broń lekką w pierwszej linii legionu wraz z ręcznymi manubalistami. Cięciwę napinano przy pomocy kołowrotu. Zasięg arkbalisty wynosił ok. 900 metrów, a z odległości 200 m jej bełt o masie 0,5 kg przebijał drewnianą deskę. 
W średniowiecznej Europie antyczne arkbalisty ostatecznie wyparły ciężkie kusze wałowe nieefektywne podczas walki w polu, rozpowszechniając się zarówno w Europie zachodniej, jak i wschodniej. Dla zwiększenia skuteczności zwykle stosowano kilka arkbalist ustawionych szeregowo.
Jako machiny oblężnicze wykorzystywano ich większe odmiany, zwane espringolami, w  których rozpiętość łuku sięgała 12 metrów, a zasięg dochodził do ok. 1100 metrów. Przeznaczone były do rażenia siły żywej nieprzyjaciela i niszczenia słabszych elementów umocnień za pomocą cięższych bełtów.